# تيم هينسون
تيم هينسون (بالإنجليزية: Tim Henson)‏ هو موسيقي وعازف قيثارة أمريكي، ولد في 1 أغسطس 1980 في دالاس في الولايات المتحدة.